# Fred Schiller
Alfred „Fred“ Schiller (auch Fred Roy Schiller; * 6. Januar 1904 in Wien, Österreich-Ungarn; † 8. Februar 2003 in Los Angeles, Kalifornien) war ein österreichischer Drehbuchautor.
Schiller ging in den 1920er Jahren in die Vereinigten Staaten. Dort war er zunächst als Journalist tätig. Später machte er als Filmautor in Hollywood und Bühnenautor Karriere. Sein letzter Wohnort war Glendale.

## Filmografie (Auswahl)
- 1939: Laurel und Hardy: In der Fremdenlegion (O: The Flying Deuces; R: A. Edward Sutherland)
- 1940: Aber mein Hans, der kann's (O: Le Grand élan; R: Christian-Jaque und Harry R. Sokal)
- 1943: Something to Shout About (R: Gregory Ratoff)
- 1943: The Heat's On (R: Gregory Ratoff)
- 1943: Pistol Packin' Mama (R: Frank Woodruff)
- 1945: Boston Blackie's Rendezvous (R: Arthur Dreifuss)
- 1947: Winter Wonderland (Drehbuch zusammen mit David Chandler, Arthur Marx, Gertrude Purcell und Peter Goldbaum; R: Bernard Vorhaus)
- 1954: Four Star Playhouse – The Book (TV-Serienepisode; R: Roy Kellino)
- 1955: Cameo Theatre – The Inca of Perusalem (TV-Serienepisode; R: Albert McCleery)
- 1955: The Millionaire – The Tom Bryan Story (TV-Serienepisode)
- 1956: Ihr Star: Loretta Young – Imperfect Balance (TV-Serienepisode; R: Richard Morris)
- 1957: The New Adventures of Charlie Chan – Charlie's Highland Fling (TV-Serienepisode; R: Leslie Arliss)
- 1957: The Millionaire – The Dan Larsen Story (TV-Serienepisode; R: Alfred E. Green)
- 1958: The Veil – Vision of Crime (TV-Serienepisode; R: Herbert L. Strock)
- 1958: The Veil (Fernsehfilm)
- 1961: Surfside 6 – Spinout at Sebring (TV-Serienepisode; R: Charles R. Rondeau)
- 1961: The Case of the Dangerous Robin – A Matter of Life (TV-Serienepisode; R: James Goldstone)
- 1962: 77 Sunset Strip – The Gemmologist Caper (R: Robert Sparr)
- 1962: 77 Sunset Strip – The Raiders (R: Robert Sparr)
- 1963: Gefährliche Geschäfte (O: The Third Man) – A Calculated Risk (R: Paul Henreid)
- 1970: Finder, bitte melden (ORF-Fernsehfilm; R: Hermann Lanske)
- 1973: Au théâtre ce soir – Demandez Vicky (ORTF-TV-Serienepisode; R: Pierre Sabbagh)
- 2002: Meine Schwester – Das Biest (R: Reinhard Schwabenitzky)